# チリ33人 希望の軌跡
『チリ33人 希望の軌跡』（チリ33にん きぼうのきせき、The 33）は、2015年にチリで製作されたドラマ映画。2010年に発生した「コピアポ鉱山落盤事故」を題材としている。監督はパトリシア・リゲン。主演はアントニオ・バンデラス。

## ストーリー
100年以上にわたって続いてきたチリのサンホセ鉱山で、大規模な崩落事故が発生する。崩落により地下およそ700メートルの最下層部で作業中の作業員33名が坑道内部に取り残されてしまう。
出口へと続く唯一の坑道は崩落で通れなくなっており、煙突（通風口）内の梯子も敷設途中で地上まで繋がっておらず自力での脱出は不可能。さらには避難所に備蓄されていた食料と水は3日分しかない絶望的な状況だった。
一方地上では、会社が事故を隠蔽しようとしたが、それに気が付いた地上作業員がマスコミに公表した事で事故の話が広まり、鉱山の付近に作業員の家族らが詰めかけていたが、会社側からは何も説明が得られない。
翌日、鉱業大臣が現地に訪れ会社側へ説明を求めたが、現在も鉱山が不安定な事と過去の崩落事故での生存者がいないことを理由にこれ以上の対応はしないと告げられてしまう。
鉱業大臣は救出活動を政府が引き継ぐことを決定し、掘削のためのドリルが世界中から集められ、救出作業が開始されたのだった。

## キャスト
※括弧内は日本語吹替
- マリオ・セプルベダ - アントニオ・バンデラス（井上和彦）
- ロレンス・ゴルボルン（英語版） - ロドリゴ・サントロ（土田大）
- マリア・セゴヴィア - ジュリエット・ビノシュ（幸田直子）
- ジェフ・ハート - ジェームズ・ブローリン（玉野井直樹）
- ドン・ルチョ - ルー・ダイアモンド・フィリップス（大滝寛）
- アレックス・ヴェガ - マリオ・カサス
- エディソン・ペーニャ - ジェイコブ・バルガス
- ダリオ・セゴヴィア - フアン・パブロ・ラバ（英語版）
- ヨンニ・バリオス - オスカー・ヌニェス（英語版）（多田野曜平）
- カルロス・ママニ - テノッチ・ウエルタ（英語版）
- ホセ・エンリケス - マルコ・トレヴィーニョ（スペイン語版）
- マルタ・サリナス - アドリアナ・バラッザ
- ケイティ - ケイト・デル・カスティーリョ
- ジェシカ - コート・デ・パブロ
- スサナ・ヴァレンズエラ - エリザベス・デ・ラッゾ（英語版）
- エスカレッテ - ナオミ・スコット
- マリオ・ゴメス - グスタヴォ・アンガリタ（スペイン語版）
- フランクリン・ロボス - アレハンドロ・ゴイク（スペイン語版）
- セバスティアン・ピニェラ大統領 - ボブ・ガントン（塾一久）
- アンドレ・ソウガレット（スペイン語版） - ガブリエル・バーン（仲野裕）
- 本人役 - ティム・ウィルコックス（英語版）（クレジットなし）